# Yoshino-yama

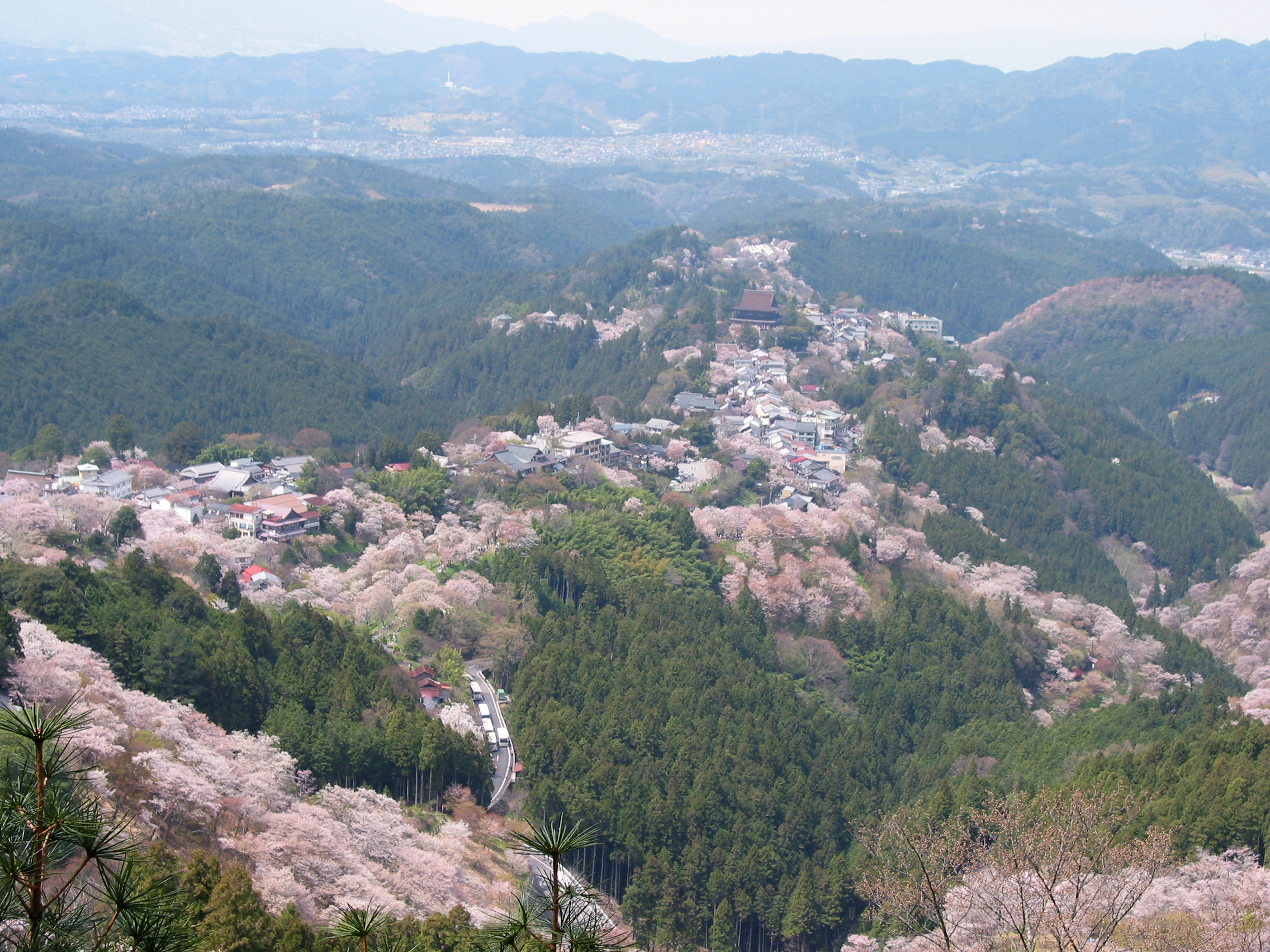
Blick auf die Siedlung Yoshino mit der Zaō-Halle des Kimpusen-Tempels während der Kirschblüte

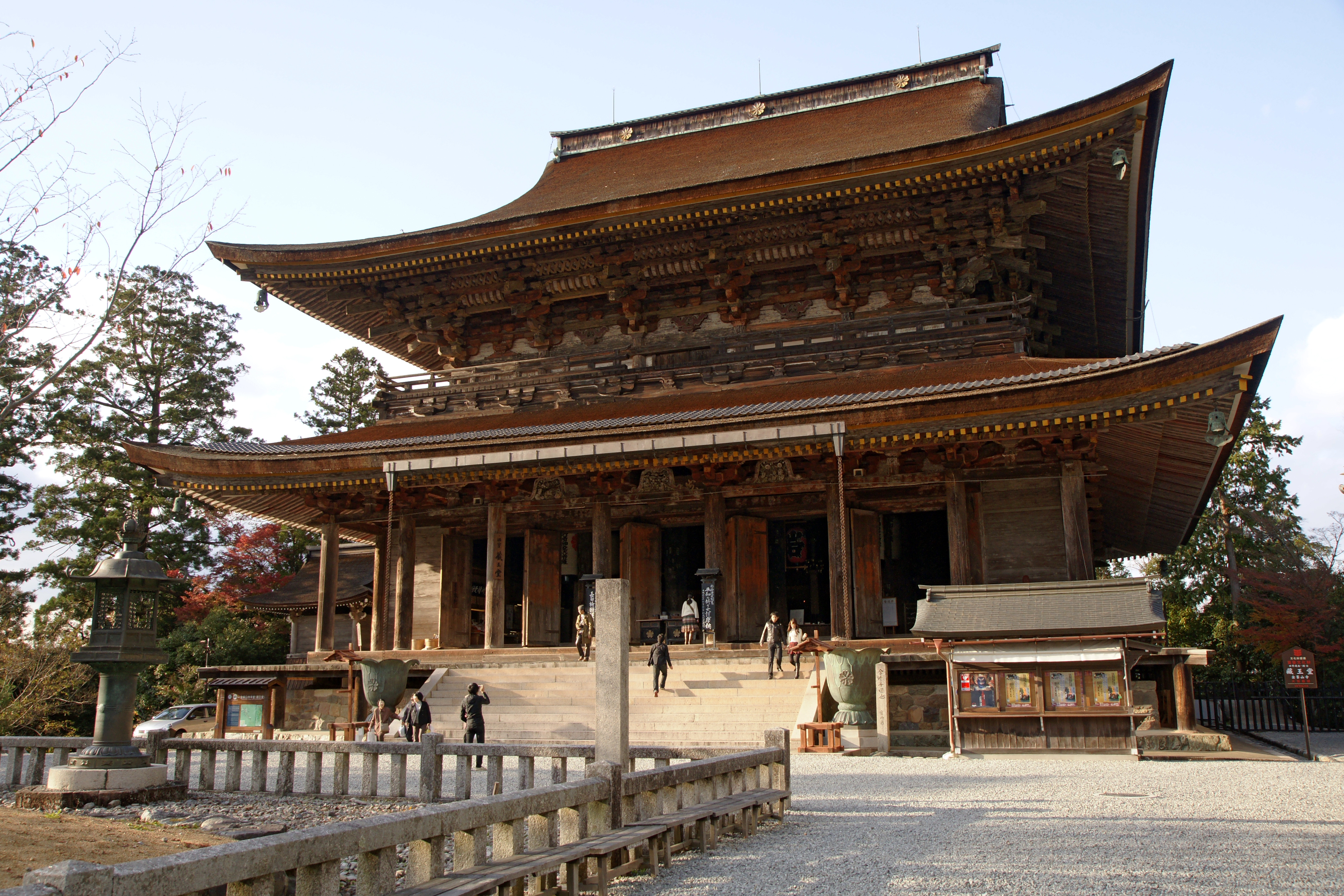
Zaō-Halle des Kimpusen-Tempels

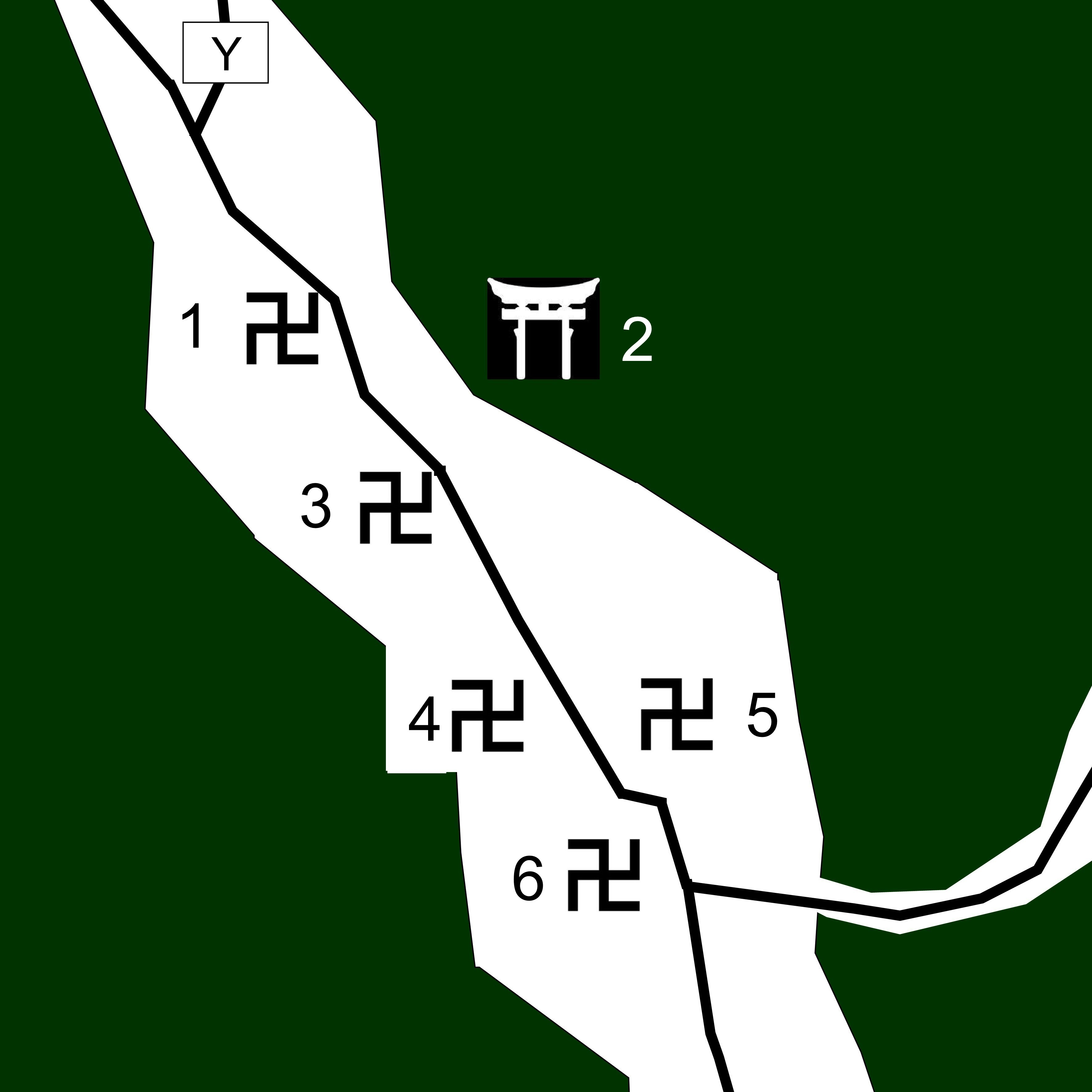
Zentralteil der Yoshino Bergregion

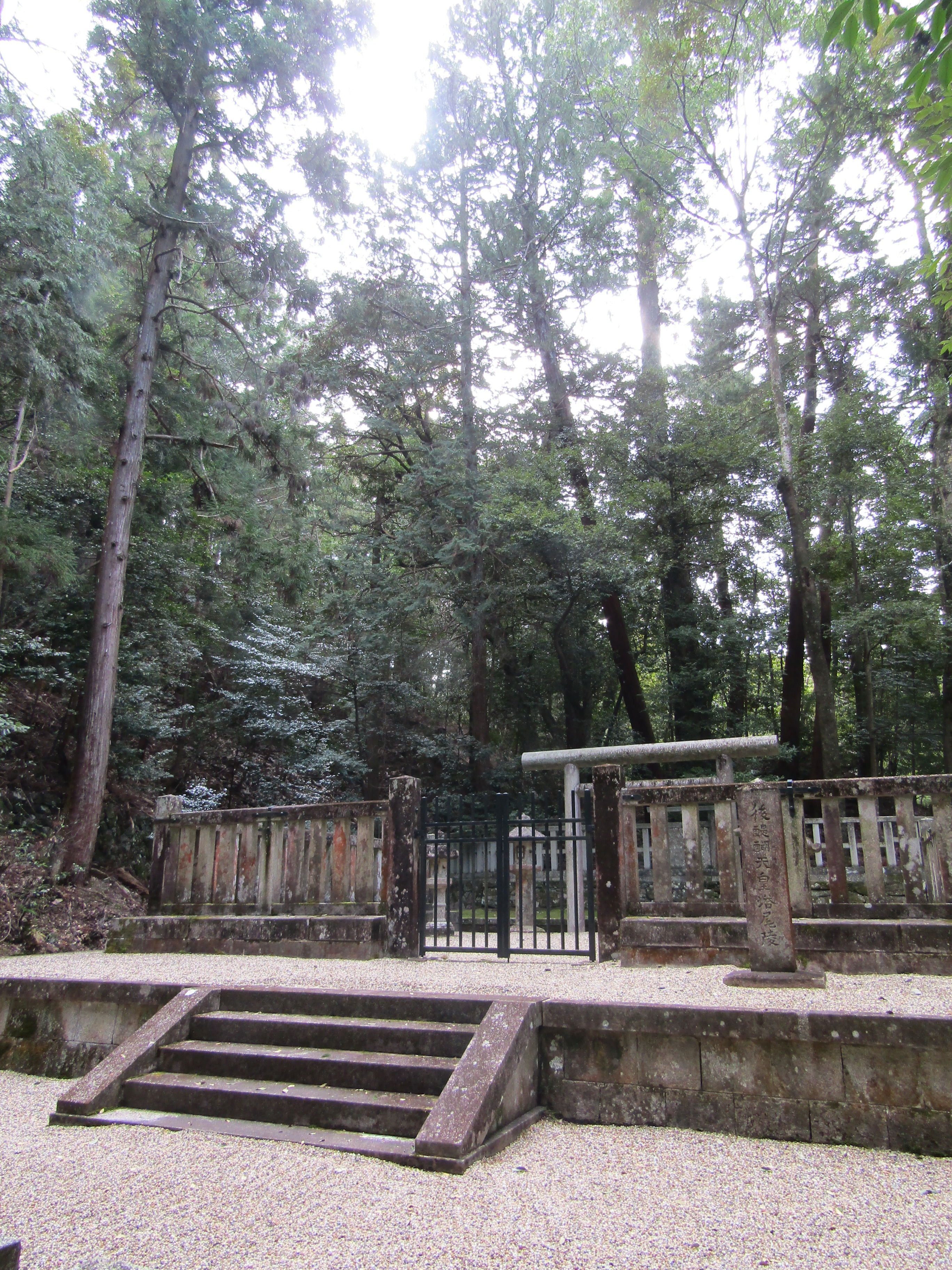
Grab des Tennō Go-Daigo

Die Yoshino-yama (japanisch 吉野山, auch 芳野山 geschrieben) genannte Bergregion im Süden der Präfektur Nara erstreckt sich über rund 8 km vom Yoshino-Fluss bis zur Ōmine-Bergkette. Ihre Höhe liegt zwischen 1000 und 1500 m. In ihrem Zentrum liegt eine kleine Siedlung mit Tempeln, Schreinen und dem ehemaligen Sitz des sogenannten Südhofes während der Spaltung des Kaiserhauses im 14. Jahrhundert. Darüber hinaus ist die Bergwelt berühmt für ihre Kirschblüte. Im Jahr 2004 wurde Yoshino als heiliger Ort und Pilgerweg in den Kii-Bergen (紀伊山地の霊場と参指道, Kii zanchi reijō to sanshidō) als Weltkulturerbe registriert.

## Geschichte
Die Geschichte der Region ist mit namhaften Persönlichkeiten verbunden. Einst soll hier der legendäre Kaiser Jimmu den Kumano-Fluss hinaufgestiegen sein, sein Gegenspieler Nagasunehiko (長髄彦) dort gekämpft und Kaiser Ōjin einen Landsitz gebaut haben. Prinz Ōama, der spätere Kaiser Temmu, zog sich nach Yoshino zurück, um sich auf den Angriff auf Kaiser Kōbun im Jahr 672 vorzubereiten.
In der Heian-Zeit begaben sich Kaiser, Mitglieder des Adelsgeschlechts Fujiwara und andere Hofadelige auf Wallfahrten (参詣, sankei) zum Kimpusen-Tempel (金峯山寺, Kimpusen-ji). Sehr früh wurde dort ein Schrein mit dem Namen Kane-no-miya Jinja errichtet, der den Namen Kongō Zaō Daigongen beziehungsweise Kongōbu-Tempel (Kongōbu-ji 金剛部寺) erhielt. Die Priester dieses Tempels wurden sehr mächtig. Sie beschützten die Kaiser, die häufig dorthin kamen, um die Landschaft zu bewundern. Im Jahr 1185 suchte der Feldherr Minamoto Yoshitsune dort Zuflucht, als er von seinem Bruder Yoritomo verfolgt wurde.
Im Jahr 1332 hob Prinz Moriyoshi mit Hilfe der Mönche des Tempels Soldaten aus, wandelte das Areal in eine Festung um und konnte so im folgenden Jahr dem Angriff von Nikaidō Dōun, einem Vasall der Adelsfamilie Hōjō, widerstehen. Als drei Jahre später Kaiser Go-Daigo aus Kyōto vertrieben wurde, errichtete er in Yoshino eine temporäre Residenz. Er wurde 1339 auf dem Areal des Nyorin-Tempels (如意輪寺, Nyoirin-ji) bestattet (Tō no o no misasagi). Sein Sohn Go-Murakami wurde 1348 von Kō no Moronao angegriffen, floh in die Provinz Kawachi, während die Residenz zerstört wurde.
Heute ist die Gegend wegen ihrer Geschichtsspuren und der Kirschbäume vor allem im Frühling ein beliebtes Ausflugsziel. Man erreicht den wichtigsten Abschnitt des Bergkamms von der Endstation der Kintetsu Yoshino Line aus mit einer Seilbahn bzw. einem Bus.

## Tempel und Schreine
1. Der Einzugsbereich des Kimpusen-Tempels (Kimpusen-ji) wird noch heute durch das „Schwarze Tor“ (黒門, Kuromon) markiert.
2. Der Tempel Kimpusen-ji (金峯山寺) ist der Hauptsitz eines Zweig der synkretistischen Religion des Shugendō. Man betritt ihn durch das im Jahr 1456 wieder errichtete Tempeltor Niō-mon (仁王門; Nationalschatz) mit seinem beiden Tempelwächtern. Diese wurden von Kōsai (康成) geschaffen, einem Bildhauer, der auch am Tōdai-Tempel (Tōdai-ji) in Nara gearbeitet hat. Die Haupthalle des Tempels Zaō-dō (蔵王堂) ist ebenfalls ein Nationalschatz. In ihrer heutigen Form stammt sie aus dem Jahr 1592. Dies ist nach dem Tōdai-Tempel die größte aus Holz errichtete Halle Japans. Ihr Dach wird von 68 Holzpfeilern getragen, die jeweils aus nur einem Baumstamm bestehen. Der Überlieferung nach soll auf Geheiß des Bergasketen En no Ozunu (役小角) die Grundsteinlegung des Tempels in der Tempyō-Zeit (729–749) durch den Mönch Gyōki erfolgt worden sein. Ursprünglich stand diese Halle an einer höher gelegenen Stelle. Da aber im Winter die Wallfahrten durch starken Schneefall behindert wurden, verlegte man sie auf die heutige Stelle. Hier entwickelte sich entlang eines über den Bergkamm laufenden, tief ins Gebirge führenden Wegs eine Tempelsiedlung mit weiteren kleineren Tempeln, Schreinen, Herbergen usw. Der Tempel besitzt neben den Nationalschätzen auch eine Reihe Wichtiger Kulturgüter.
3. Der heutige Yoshimizu-Schrein (吉水神社, Yoshimizu-jinja) war ursprünglich eine dem Kimpusen-Tempel zugehörige Mönchsunterkunft Kissui-in (吉水院). Während der Namboku-chō-Zeit residierte hier der Tennō Go-Daigo. Bei der Trennung von Buddhismus und Shintō in der frühen Meiji-Zeit wurde die Anlage als Schrein deklariert.
4. Auf dem Gelände des Tempels Tōnan-in (東南院) steht u. a. eine Schatzpagode (多宝塔, tahōtō). Diese wurde 1937 von dem Schrein Nokami Hachimangū (Präfektur Wakayama) nach Yoshino verlegt[2]. Verehrt wird eine Statue des Dainichi nyorai (大日如来) aus der späten Heian-Zeit, des Weiteren ein Bishamon-ten und ein Acala (Fudōmyōō).
5. Der Dainichi-dera (大日寺) war der Begräbnistempel (菩提寺, bodai-ji) von Murakami Yoshimitsu und dessen Sohn Yoshitaka. Im Tempel wird eine Statue des Gochi nyorai (五知如来; Wichtiges Kulturgut) verehrt.
6. Der Kizō-in (喜蔵院) wurde als Untertempel (塔頭, tatchū) des Kimpusen-Tempels errichtet. 1796 wurden dort 36 Kirschbäume der Art Mikumaroka (三熊露香) gepflanzt.
7. Der heute säkularisierte Tempel Chikurin-in (竹林院) mit dem bekannten Garten Gunpō-en (群芳園) soll der Überlieferung nach von Kūkai im Jahr 818 gegründet worden sein.
8. Der der Gottheit Amenooshihomimi gewidmete Schrein Katte-jinja (勝手神社) brannte 2001 ab. Wegen erheblicher finanzieller Schwierigkeiten steht der beabsichtigte Wiederaufbau noch immer aus. Die Schrein-Gottheiten haben bis dahin im Yoshimizu-Schrein einen vorläufigen Sitz gefunden.
9. Der Tempel Sakura Motobō (桜本坊) ist dem Bergasketen En no Gyōja gewidmet. Hier findet man über mehrere Hallen verteilt Statuen von Zao Gongen, Kōbōdaishi Kūkai, Akiba Daigongen, Jizōbosatsu (Kshitigarbha), Shaka Nyorai (Siddhartha Gautama), Seitenzon (Vināyaka). In der Versammlungshalle steht eine Statue der Mutter des En no Gyōja aus dem 14. Jh.
10. Der zwischen 901 und 922 gegründete Tempel Nyoirin-ji (如意輪寺) dient der Verehrung der Nyoirin-Kannon (Cintāmaṇicakra).
11. Im Mikumari-Schrein Mikumari Jinja (水分神社) auf einem höher gelegenen Bergkamm wird die Gottheit Ame-no-mikumari-no-ōkami verehrt.
12. Der in der Nähe gelegene Seson-Tempel (Seson-ji 世尊寺) wurde bis auf den Glockenturm in der frühen Meiji-Zeit zerstört. Die dort verehrte Statue des Shakyamuni wie auch weitere Statuen finden sich heute im Kimpusen-Tempel.
13. Der weiter oben am Berg Aone ga mine gelegene Anzen-Tempel (Anzen-ji 安禅寺) ist völlig verschwunden. Die bis zur frühen Meiji-Zeit dort verehrte gewaltige Statue des Zaō Gongen steht heute im Kimpusen-Tempel.

## Die Kirschbäume von Yoshino
Der Legende zufolge pflanzte der Bergasket En-no-Gyōja (役行者) gegen Ende des 7. Jahrhunderts den ersten Kirschbaum. 1538 soll der wohlhabende Kaufmann Sueyoshi Kambei (末吉 勘兵衛) 10.000 Bäume gestiftet haben. Zu Beginn der Meiji-Zeit wurden im Zuge der Zurückdrängung des Buddhismus (廃仏毀釈, Haibutsu kishaku) viele Bäume und kleinere Tempel vernichtet. Später pflanzte man Kirschbäume nach. Die Landschaft wurde dann auf nationaler Ebene als „Geschichtsspuren und Schöne Ansichten“ (史跡・名勝, shiseki meishō) deklariert.
Die Landschaft von Yoshino ist Thema vieler Gedichte und bildlicher Darstellungen. Matsuo Bashō, der Yoshino mehrfach besuchte, verfasste unter anderem folgenden Haiku: „In Yoshino: Kirschblüten unter einem Schirm von Zedern.“

## Galerie

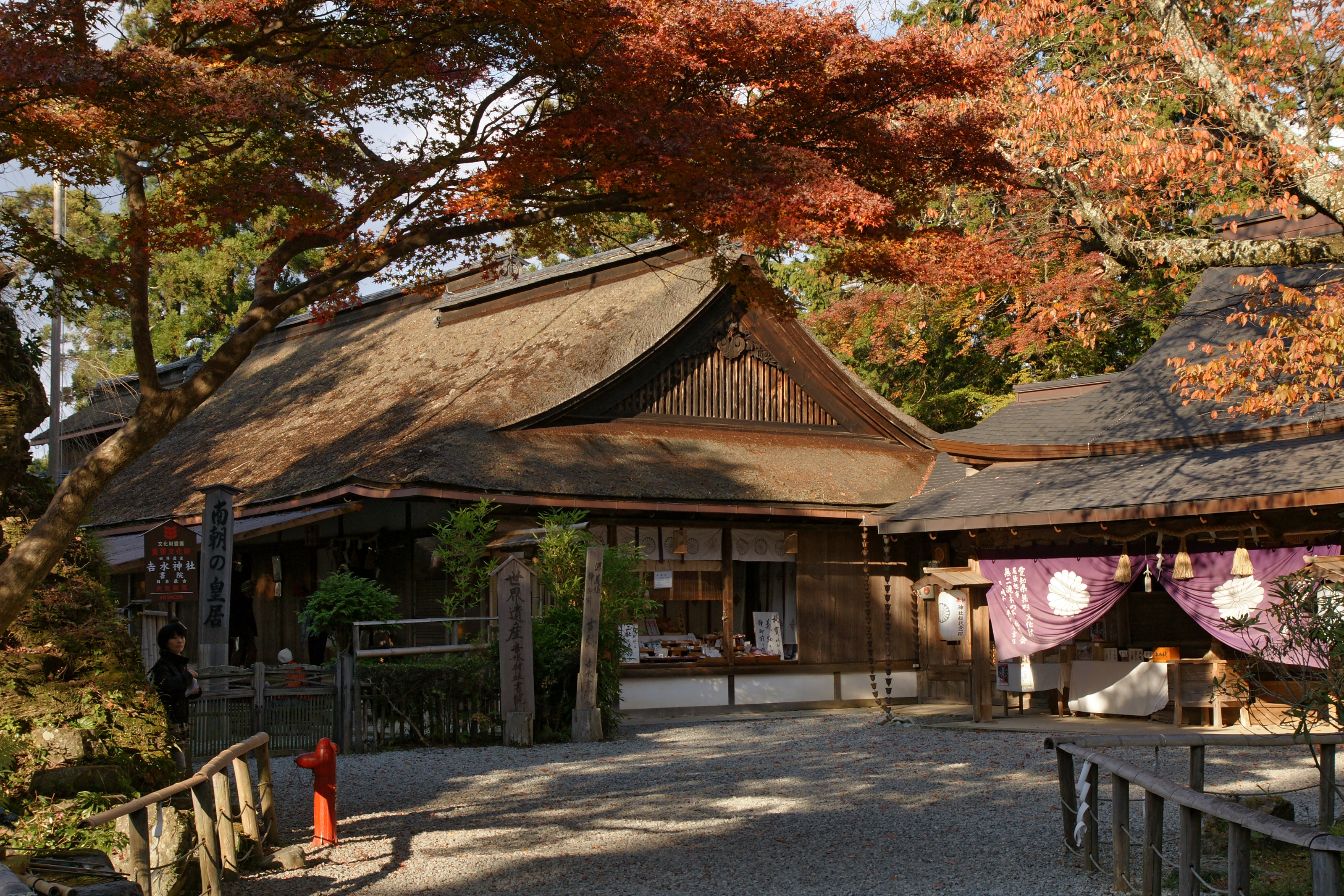
Yoshimizu-Schrein
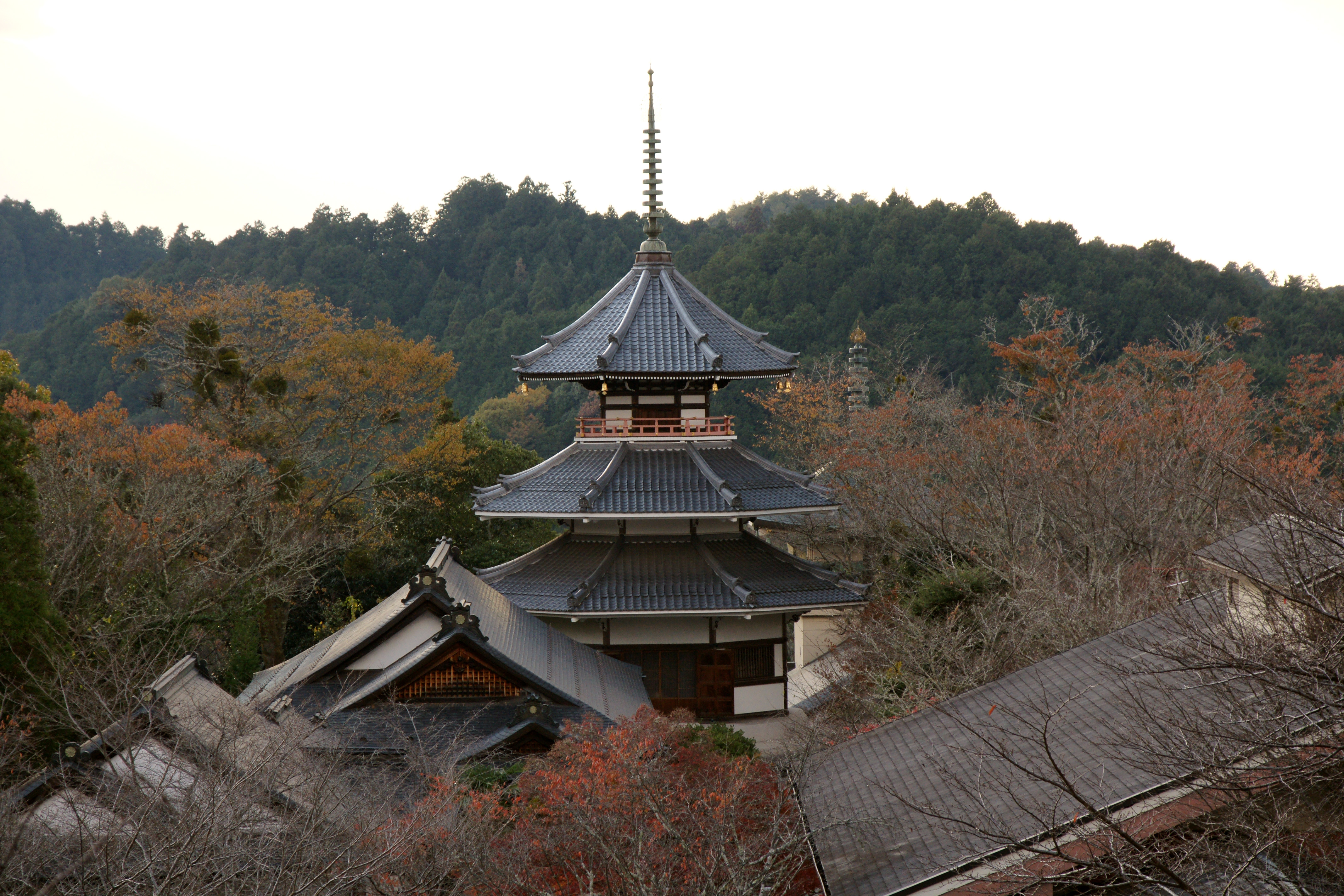
Myōhō-den
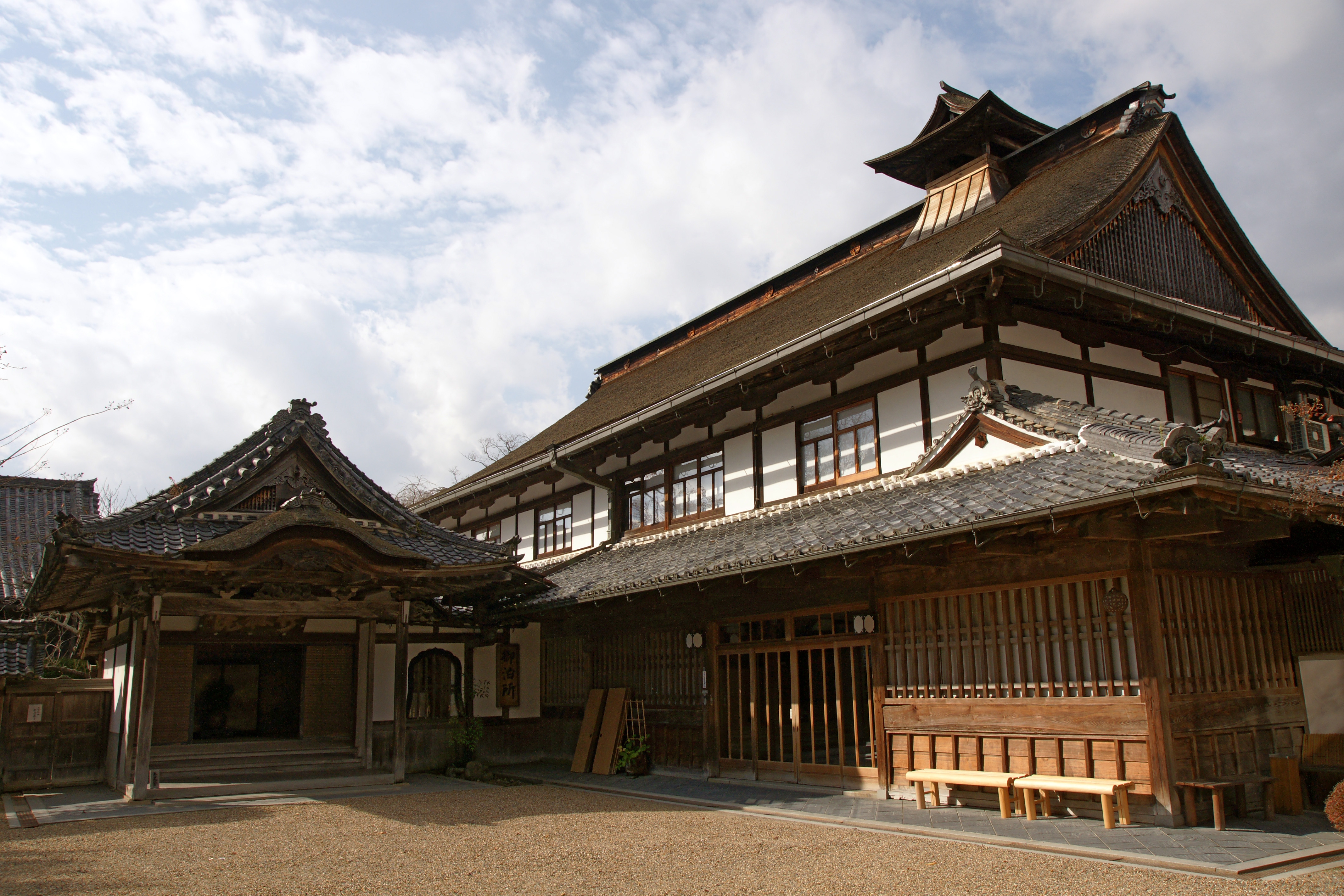
Chikurin-in
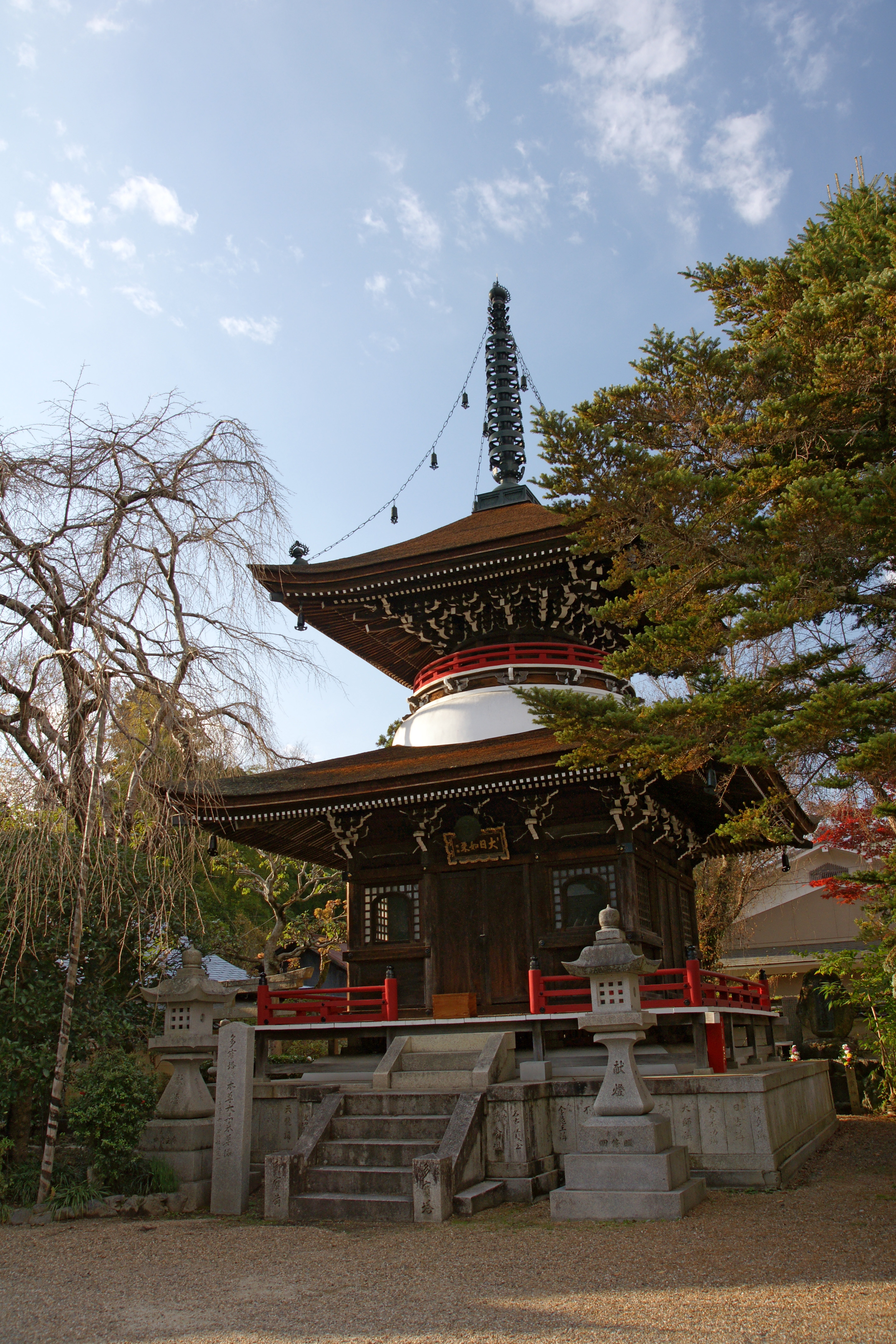
yTahōtō (Schatzpagode) im Tōnan-in
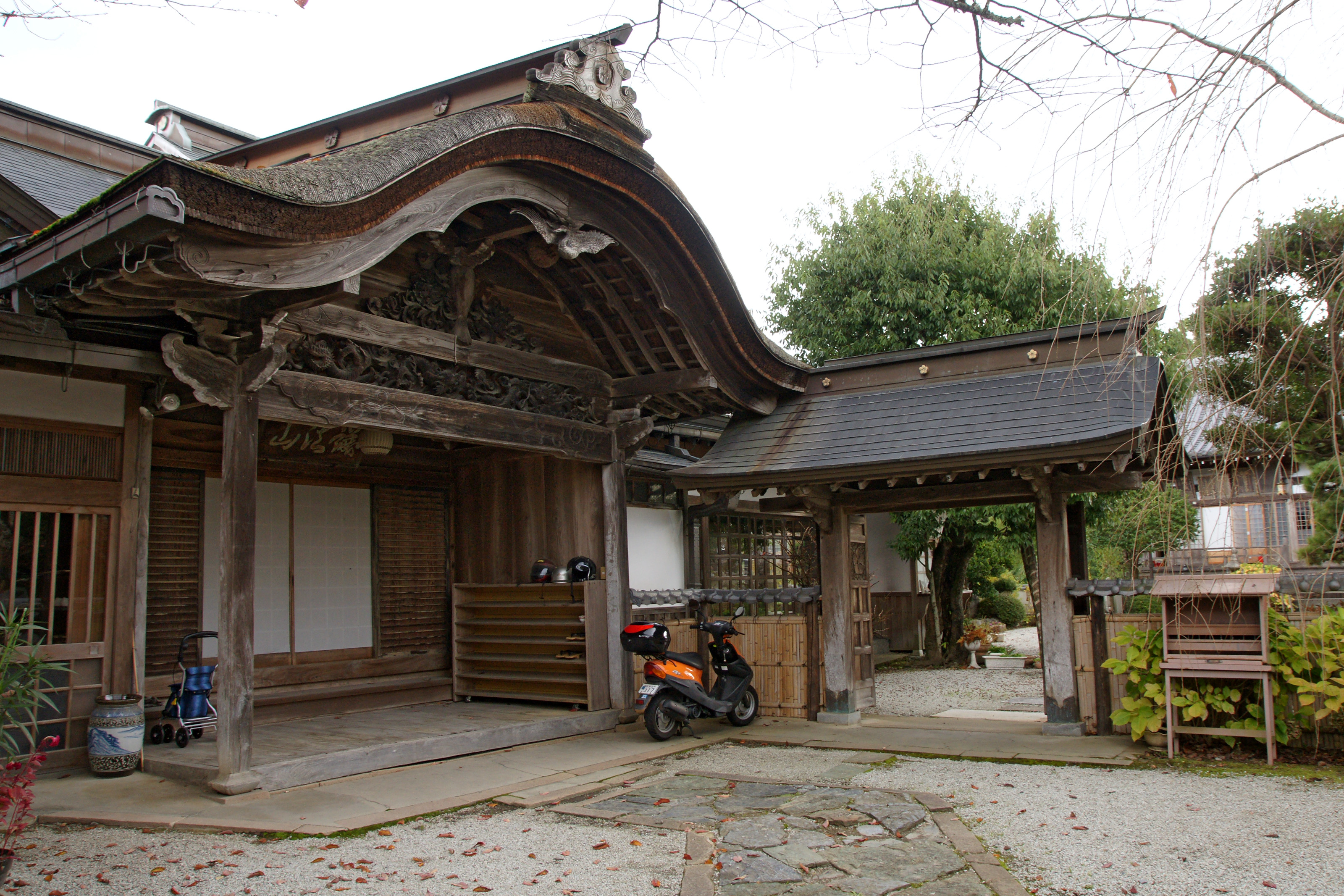
Kizō-in